# Diaolou
Los diaolou son torres fortificadas de varios pisos, construidas normalmente en hormigón armado. Se encuentran sobre todo en Kaiping, en la provincia china de Guangdong, así como en Enping, Taishan y Xinhui.
Los diaolou de Kaiping y los de los alrededores figuran desde 2007 en la lista de lugares Patrimonio de la Humanidad de la Unesco. Año 2020, Los diaolou Aldeas de KaiPing es un lugar escénico de grado denacional 5A en China.
Kaiping ha sido siempre lugar de partida de emigrantes hacia el extranjero. Muchos de los miembros de la diáspora china tienen sus raíces aquí. Por eso, los diaolou presentan una mezcla de estilos arquitectónicos, fusión del arte chino con el arte occidental.

## Historia
Los primeros diaolou se construyeron durante los inicios de la dinastía Qing, llegando a su apogeo entre los años 1920 y 1930 cuando había más de tres mil. Se conservan 1.833 en la zona de Kaiping y cerca de 500 en Taishan.
Se utilizaron sobre todo como torres de protección contra los ataques de bandidos y forajidos, aunque algunos de ellos fueron usados como viviendas.

## Principales diaolou
- Ruishi diaolou（ 瑞石樓 ): se encuentra cerca de la ciudad de Jinjiangli, Xianggang. Fue construido en 1921 y es el más alto de todos, con una altura total de nueve pisos. El tejado es de estilo bizantino.
- Fangshi Denglou（ 方氏燈樓 ): fue construido en 1920 y tiene una altura de cinco pisos. Se le conoce como la torre de la luz ya que en su parte superior tiene un enorme reflector que actúa como un faro.
- Bianchouzhu Lou: se construyó en 1903 en la ciudad de Nanxing. Su altura es de siete pisos y está situado frente a un estanque.